# Evaza inflata
Evaza inflata är en tvåvingeart som beskrevs av James 1969. Evaza inflata ingår i släktet Evaza och familjen vapenflugor. Inga underarter finns listade i Catalogue of Life.